# Округ Дубјук (Ајова)
Округ Дубјук (енгл. Dubuque County) је округ у америчкој савезној држави Ајова.

## Демографија
По попису из 2010. године број становника је 93.653, што је 4.51 (5,1%) становника више него 2000. године.
| Група             | 2000.          | 2010.          |
| Белци             | 86.020 (96,5%) | 86.981 (92,9%) |
| Афроамериканци    | 767 (0,9%)     | 2.486 (2,7%)   |
| Азијати           | 514 (0,6%)     | 878 (0,9%)     |
| Хиспаноамериканци | 1.065 (1,2%)   | 1.807 (1,9%)   |
| Укупно            | 89.143         | 93.653         |